# Landtagswahl in Südtirol 2003
- Verdi Grüne Vërc/Demokratische Partei Südtirols: 3
- Pace e Diritti/Frieden und Gerechtigkeit: 1
- Südtiroler Volkspartei: 21
- Unione Autonomista: 1
- Die Freiheitlichen: 2
- Union für Südtirol: 2
- Forza Italia: 1
- Alleanza Nazionale: 3
- Unitalia: 1

Die Südtiroler Landtagswahl 2003 fand am 26. Oktober 2003 statt. Gewählt wurden 35 Abgeordnete zum Südtiroler Landtag. Die Wahlbeteiligung lag bei 82,3 Prozent. Am selben Tag fand auch die Wahl zum Trentiner Landtag statt. Südtiroler und Trentiner Landtag bildeten anschließend gemeinsam den 70 Mandate umfassenden Regionalrat Trentino-Südtirol.
Die XIII. Legislaturperiode begann am 18. November 2003 und endete am 17. November 2008. Am 18. Dezember 2003 wählte der Landtag die Südtiroler Landesregierung (Kabinett Durnwalder IV).

## Wahlergebnis
| Partei                                          | Stimmenanzahl | Prozent | Mandate |
| ----------------------------------------------- | ------------- | ------- | ------- |
| Südtiroler Volkspartei                          | 167.353       | 55,6 %  | 21/35   |
| Alleanza Nazionale                              | 25.382        | 8,4 %   | 3/35    |
| Verdi Grüne Vërc/Demokratische Partei Südtirols | 23.708        | 7,9 %   | 3/35    |
| Union für Südtirol                              | 20.554        | 6,8 %   | 2/35    |
| Die Freiheitlichen                              | 15.121        | 5,0 %   | 2/35    |
| Pace e Diritti/Frieden und Gerechtigkeit        | 11.575        | 3,8 %   | 1/35    |
| Unione Autonomista                              | 11.179        | 3,7 %   | 1/35    |
| Forza Italia                                    | 10.186        | 3,4 %   | 1/35    |
| Unitalia                                        | 4.499         | 1,5 %   | 1/35    |
| Ladins                                          | 4.112         | 1,4 %   | 0/35    |
| Alternativa Rosa/Alternative Enrosadira         | 2.881         | 1,0 %   | 0/35    |
| Partito dei Comunisti Italiani                  | 2.614         | 0,9 %   | 0/35    |
| Lega Nord                                       | 1.626         | 0,5 %   | 0/35    |

## Historische Bedeutung
Die Landtagswahl 2003 war die erste nach der 2001 verabschiedeten italienischen Verfassungsreform. Für Südtirol kam eine rechtliche Änderung zum Tragen: Bisher war auch nach dem Zweiten Autonomiestatut formal stets der Regionalrat gewählt worden, aus dem sich dann der Südtiroler und der Trentiner Landtag ergaben. Nun wurde der Wahlmodus der faktischen Bedeutung der Volksvertretungen angepasst: Gewählt wurden 2003 erstmals explizit der Südtiroler und Trentiner Landtag, aus denen dann der Regionalrat zusammengesetzt wurde.